# Queen City (Teksas)
Queen City – miasto w Stanach Zjednoczonych, w stanie Teksas, w hrabstwie Cass.